# Mace Coronel
Mace Coronel (New York, 10 maart 2004) is een Amerikaans-Nederlands acteur. Zijn vader is Nederlands en zijn moeder Braziliaans. Hij vertolkt de rol van Dicky Harper in de serie Nicky, Ricky, Dicky & Dawn. Ook was hij te zien als Jay Kelso in That '90s Show.